# National Trophy Series 2021-2022
Navigation
2019-2020 2022-2023
Le National Trophy Series 2021-2022 a lieu du 19 septembre 2021 à Derby au 16 janvier 2022 à Broughton Park. Elle comprend six manches. Toutes les épreuves font partie du calendrier de la saison de cyclo-cross masculine 2021-2022.

## Résultats

### Podiums masculins
| # | Date         | Lieu           | Vainqueur               | Deuxième                | Troisième               | Leader du classement général |
| - | ------------ | -------------- | ----------------------- | ----------------------- | ----------------------- | ---------------------------- |
| 1 | 19 septembre | Derby          | Lewis Askey             | Arno Van Den Broeck     | Ian Field               | Lewis Askey                  |
| 2 | 10 octobre   | Milnthorpe     | Joe Blackmore           | Toby Barnes             | Corran Carrick-Anderson | Toby Barnes                  |
| 3 | 24 octobre   | Falkirk        | Corran Carrick-Anderson | Ian Field               | Joe Coukham             | Corran Carrick-Anderson      |
| 4 | 21 novembre  | Sunderland     | Rory McGuire            | Corran Carrick-Anderson | Daniel Barnes           | Corran Carrick-Anderson      |
| 5 | 12 décembre  | Gravesend      | Cameron Mason           | Corran Carrick-Anderson | Ben Chilton             | Corran Carrick-Anderson      |
| 6 | 16 janvier   | Broughton Park | Thomas Mein             | Ben Chilton             | Toby Barnes             | Corran Carrick-Anderson      |

### Podiums féminins
| # | Date         | Lieu           | Vainqueur      | Deuxième     | Troisième      | Leader du classement général |
| - | ------------ | -------------- | -------------- | ------------ | -------------- | ---------------------------- |
| 1 | 19 septembre | Derby          | Amira Mellor   | Anna Flynn   | Abbie Manley   | Amira Mellor                 |
| 2 | 10 octobre   | Milnthorpe     | Amira Mellor   | Xan Crees    | Abbie Manley   | Amira Mellor                 |
| 3 | 24 octobre   | Falkirk        | Josie Nelson   | Anna Flynn   | Alderney Baker | Anna Flynn                   |
| 4 | 21 novembre  | Sunderland     | Amira Mellor   | Abbie Manley | Alderney Baker | Abbie Manley                 |
| 5 | 12 décembre  | Gravesend      | Millie Couzens | Josie Nelson | Annie Last     | Amira Mellor                 |
| 6 | 16 janvier   | Broughton Park | Anna Kay       | Josie Nelson | Xan Crees      | Amira Mellor                 |